# René Lafforgue
Pour les articles homonymes, voir Lafforgue.
René Lafforgue, né le 26 mars 1915 à Mende et décédé le 15 février 2000 à Saint-Gaudens, est un skieur alpin français originaire de Luchon dans les Pyrénées. Son frère jumeau, Maurice Lafforgue, est également skieur alpin et remporte deux médailles d'argent aux Championnats du monde de 1937.
Il remplace en équipe de France René Beckert pour l'édition olympique de 1936 mais une blessure au genou quelques jours avant l'évènement l'oblige à renoncer.

## Palmarès

### Jeux olympiques
| Épreuve / Édition              | Combiné     |
| ------------------------------ | ----------- |
| JO 1936 Garmisch-Partenkirchen | Non-partant |

### Championnats du monde
| Épreuve / Édition               | Descente | Slalom | Combiné |
| ------------------------------- | -------- | ------ | ------- |
| Mondiaux 1932 Cortina d'Ampezzo | 32e      | 28e    | 29e     |